# Marmaryka

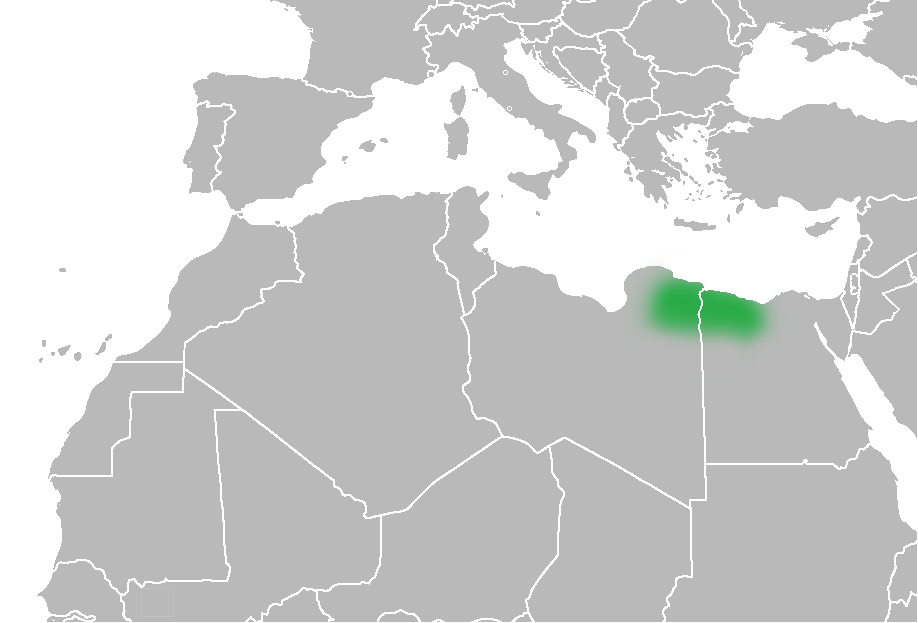
Przybliżony obszar Marmaryki w Libii i Egipcie

Marmaryka (łac. Marmarica) - kraina historyczno-geograficzna w Afryce Północnej na wybrzeżu Morza Śródziemnego, na północnym zachodzie Egiptu i północnym wschodzie Libii. Nazwa krainy, którą nadali Rzymianie, pochodzi od berberskiego plemienia Marmarydów. Marmaryka i sąsiednia Cyrenajka były głównym teatrem działań wojennych w czasie II wojny światowej w Afryce. 
Marmaryka nie ma dokładnie wyznaczonego obszaru ani granic. Na wschodzie region ten sięga aż do miasta Al-Alamajn. Na południu i południowym wschodzie Marmaryka ograniczona jest Pustynią Libijską z oazą Siwa, a po stronie libijskiej sięga do oazy Al-Dżaghbub, miasta Bir al-Hakim i miasta Ajn al-Ghazala na wybrzeżu.
Głównym ośrodkiem miejskim jest Tobruk po stronie libijskiej i Marsa Matruh po stronie egipskiej.